# Henry Moodie
Henry James Moodie, född 7 april 2004 i Guildford i Surrey, är en brittisk singer-songwriter. Hans karriär tog fart under år 2022, då han blev framgångsrik genom sina uppladdade videor på TikTok.
Henry Moodie började göra musik redan vid elva års ålder, och tog som fjortonåring även helgkurser i låtskriveri i centrala London. Han lämnade som sextonåring sin skolgång för att spela i ett band, samt att ta ytterligare en låtskrivarkurs i Londonstadsdelen Fulham. Innan han släppte egen musik laddade han upp covervideor på TikTok samt på andra internetplattformar.
Moodie har senare agerat som stödakt åt The Vamps, samt åt Mimi Webb, under deras konsertuppträdanden. Hans mamma arbetar som terapeut, och har hjälpt sonen med att kanalisera sina känslor.